# Juan Carlos Loustau
Pour les articles homonymes, voir Loustau.
Juan Carlos Loustau (né le 13 juillet 1947) est un ancien arbitre argentin de football. Il fut arbitre FIFA de 1982 à 1992.
Au classement mondial perpétuel des arbitres, de 1987 à 2011, il est encore classé à la 12e place.

## Carrière
Il a officié dans les compétitions majeures suivantes : 
- Copa América 1983 (1 match)
- Coupe du monde de football des moins de 20 ans 1987 (3 matchs dont la finale)
- JO 1988 (3 matchs)
- Copa América 1989 (3 matchs)
- Coupe du monde de football de 1990 (3 matchs)
- Copa América 1991 (3 matchs)
- Coupe intercontinentale 1992